# Słownik prasłowiański
Słownik prasłowiański – słownik rekonstruowanego języka prasłowiańskiego pod redakcją Franciszka Sławskiego. Składa się z ośmiu tomów; pierwszy został wydany w 1974 roku, a ostatni w 2001 roku. Wydawcą wszystkich tomów był Zakład Narodowy im. Ossolińskich. Jest to pierwszy i jedyny słownik tego typu wydany w języku polskim.

## Historia
Prace nad publikacją zostały zainicjowane przez Tadeusza Lehra-Spławińskiego w 1954 roku. Podstawowe kwestie dotyczące słownika zostały ustalone w 1958 roku, a w 1961 roku wydano zeszyt próbny, który zawierał około 100 haseł; w następnym roku kontynuowano omawianie najważniejszych zagadnień z nim związanych.
Pierwszy tom Słownika prasłowiańskiego został wydany w 1974 roku. W czasie prac zmieniał się skład zespołu zań odpowiedzialnego, jak i sama nazwa tego zespołu. Ostatni, ósmy tom został wydany w 2001 roku; w tym samym roku zmarł redaktor naczelny, co spowodowało wstrzymanie prac nad dykcjonarzem.

## Hasła
Hasła posortowane są w kolejności alfabetycznej. Przyjęto, że w tym porządku litery ze znakami diakrytycznymi znajdują się po swoich podstawowych odpowiednikach, a na samym końcu umieszczono jer tylny, igrek i jer przedni. Słownik opisuje zrekonstruowany zasób słownictwa języka prasłowiańskiego przełomu VII i VIII wieku po Chrystusie.
Leksemy definiowane są w języku polskim, część zawiera również łacińskie tłumaczenie. Podawane są kontynuanty owego leksemu we wszystkich językach słowiańskich wraz ze znaczeniami, uwzględniane są wyrazy gwarowe. Opisywana jest budowa wyrazów utworzonych na gruncie prasłowiańskim, w hasłach opisujących wyrazy odziedziczone z języka indoeuropejskiego podawane są odpowiedniki z innych języków indoeuropejskich.